# Judas (bière)
 (avril 2021).
Si vous disposez d'ouvrages ou d'articles de référence ou si vous connaissez des sites web de qualité traitant du thème abordé ici, merci de compléter l'article en donnant les références utiles à sa vérifiabilité et en les liant à la section « Notes et références ».
Pour les articles homonymes, voir Judas (homonymie).
La Judas est une bière spéciale belge brassée par Alken-Maes, filiale d'Heineken.

## Historique
La Brasserie de l'Union qui était implantée à Jumet crée et brasse la bière Judas à partir de 1986. Cette brasserie avait été rachetée en 1978 par la brasserie Maes puis fut démantelée en 2006 mais la production de la Judas est maintenue au sein de la brasserie Alken-Maes.

## Bière
La Judas est une bière blonde dorée de fermentation haute caractérisée par une mousse abondante servie dans un verre spécifique en forme de calice qui permet la formation et le maintien de ce col de mousse. Elle a un volume d'alcool de 8,5 %.